# Aleksandrs Jeļisejevs
Aleksandrs Jeļisejevs (11 agosto 1971) è un ex calciatore lettone, di ruolo attaccante.

## Carriera

### Club
Cresciuto nello Skonto Riga, con questa squadra vinse l'ultimo campionato sovietico lettone e i primi quattro campionati della rinata repubblica lettone, oltre a due Coppe di Lettonia e un titolo di capocannoniere del campionato. Tentò quindi l'avventura all'estero, prima in Ungheria allo Stadler e poi in Israele all'Hapoel Be'er Sheva (con cui vinse una Coppa di Lega israeliana).
Passò quindi in Russia dove al primo anno si mise in evidenza segnando 17 reti in Pervaja liga 1997: ciò attirò l'attenzione dell'Uralan, neopromosso in Vysšaja Divizion (massima serie russa). Qui però non trovò spazio, disputando appena quattro partite, senza mettere a segno reti. Andò quindi al Lokomotiv Nižnij Novgorod, sempre in Vysšaja Divizion, dove trovò più continuità e mise a segno sei reti. Scese quindi in seconda serie nell'Arsenal Tula segnando dieci reti in 37 presenze.
Chiusa l'avventura russa fece ritorno in patria allo Skonto, dove vinse altri tre campionati, due coppe nazionali e una Coppa di Livonia.
Nel 2004 tentò nuovamente l'avventura all'estero, giocando in Finlandia, Cina e Norvegia, dove, dopo un breve ritorno in patria all'Olimps, chiuse la carriera nelle file del Strømsgodset.

### Nazionale
Fece il suo esordio in nazionale nella gara di Coppa del Baltico contro l'Estonia del 10 luglio 1992: la sua gara durò poco più di un'ora, venendo sostituito da Gints Gilis. La sua prima rete in nazionale arrivò solo alla ventitreesima presenza, sempre in Coppa del Baltico, contro la Lituania.
Disputò in tutto trentasette incontri in nazionale tra il 1992 e il 2002, mettendo a segno quattro reti e contribuendo alla vittoria di tre Coppe del Baltico.

## Statistiche

### Cronologia presenze e reti in Nazionale
| Cronologia completa delle presenze e delle reti in nazionale ― Lettonia | Cronologia completa delle presenze e delle reti in nazionale ― Lettonia | Cronologia completa delle presenze e delle reti in nazionale ― Lettonia | Cronologia completa delle presenze e delle reti in nazionale ― Lettonia | Cronologia completa delle presenze e delle reti in nazionale ― Lettonia | Cronologia completa delle presenze e delle reti in nazionale ― Lettonia | Cronologia completa delle presenze e delle reti in nazionale ― Lettonia | Cronologia completa delle presenze e delle reti in nazionale ― Lettonia |
| Data                                                                    | Città                                                                   | In casa                                                                 | Risultato                                                               | Ospiti                                                                  | Competizione                                                            | Reti                                                                    | Note                                                                    |
| ----------------------------------------------------------------------- | ----------------------------------------------------------------------- | ----------------------------------------------------------------------- | ----------------------------------------------------------------------- | ----------------------------------------------------------------------- | ----------------------------------------------------------------------- | ----------------------------------------------------------------------- | ----------------------------------------------------------------------- |
| 10-7-1992                                                               | Liepāja                                                                 | Lettonia                                                                | 2 – 1                                                                   | Estonia                                                                 | Coppa del Baltico 1992                                                  | -                                                                       | 67’                                                                     |
| 26-8-1992                                                               | Riga                                                                    | Lettonia                                                                | 0 – 0                                                                   | Danimarca                                                               | Qual. Mondiali 1994                                                     | -                                                                       | 34’                                                                     |
| 9-9-1992                                                                | Dublino                                                                 | Irlanda                                                                 | 4 – 0                                                                   | Lettonia                                                                | Qual. Mondiali 1994                                                     | -                                                                       |                                                                         |
| 18-11-1992                                                              | Iława                                                                   | Polonia                                                                 | 1 – 0                                                                   | Lettonia                                                                | Amichevole                                                              | -                                                                       |                                                                         |
| 16-12-1992                                                              | Siviglia                                                                | Spagna                                                                  | 5 – 0                                                                   | Lettonia                                                                | Qual. Mondiali 1994                                                     | -                                                                       | 78’                                                                     |
| 2-6-1993                                                                | Riga                                                                    | Lettonia                                                                | 1 – 2                                                                   | Irlanda del Nord                                                        | Qual. Mondiali 1994                                                     | -                                                                       | 46’                                                                     |
| 9-6-1993                                                                | Riga                                                                    | Lettonia                                                                | 0 – 2                                                                   | Irlanda                                                                 | Qual. Mondiali 1994                                                     | -                                                                       | 46’                                                                     |
| 2-7-1993                                                                | Pärnu                                                                   | Estonia                                                                 | 0 – 2                                                                   | Lettonia                                                                | Coppa del Baltico 1993                                                  | -                                                                       |                                                                         |
| 3-7-1993                                                                | Pärnu                                                                   | Lettonia                                                                | 0 – 0                                                                   | Lituania                                                                | Coppa del Baltico 1993                                                  | -                                                                       | 60’                                                                     |
| 8-9-1993                                                                | Belfast                                                                 | Irlanda del Nord                                                        | 2 – 0                                                                   | Lettonia                                                                | Qual. Mondiali 1994                                                     | -                                                                       | 67’                                                                     |
| 3-6-1994                                                                | Riga                                                                    | Lettonia                                                                | 2 – 0                                                                   | Malta                                                                   | Amichevole                                                              | -                                                                       | 46’                                                                     |
| 26-6-1994                                                               | Riga                                                                    | Lettonia                                                                | 1 – 3                                                                   | Georgia                                                                 | Amichevole                                                              | -                                                                       | 57’                                                                     |
| 31-7-1994                                                               | Vilnius                                                                 | Lituania                                                                | 1 – 0                                                                   | Lettonia                                                                | Coppa del Baltico 1994                                                  | -                                                                       | 46’                                                                     |
| 6-9-1994                                                                | Riga                                                                    | Lettonia                                                                | 0 – 3                                                                   | Irlanda                                                                 | Qual. Euro 1996                                                         | -                                                                       | 65’                                                                     |
| 8-3-1995                                                                | Budapest                                                                | Ungheria                                                                | 3 – 1                                                                   | Lettonia                                                                | Amichevole                                                              | -                                                                       | 73’                                                                     |
| 26-4-1995                                                               | Riga                                                                    | Lettonia                                                                | 0 – 1                                                                   | Irlanda del Nord                                                        | Qual. Euro 1996                                                         | -                                                                       |                                                                         |
| 19-5-1995                                                               | Riga                                                                    | Lettonia                                                                | 2 – 0                                                                   | Estonia                                                                 | Coppa del Baltico 1995                                                  | -                                                                       | 54’                                                                     |
| 21-5-1995                                                               | Riga                                                                    | Lettonia                                                                | 2 – 0                                                                   | Lituania                                                                | Coppa del Baltico 1995                                                  | -                                                                       | 72’                                                                     |
| 7-6-1995                                                                | Belfast                                                                 | Irlanda del Nord                                                        | 1 – 2                                                                   | Lettonia                                                                | Qual. Euro 1996                                                         | -                                                                       | 70’                                                                     |
| 16-8-1995                                                               | Riga                                                                    | Lettonia                                                                | 3 – 2                                                                   | Irlanda del Nord                                                        | Qual. Euro 1996                                                         | -                                                                       | 75’                                                                     |
| 11-10-1995                                                              | Dublino                                                                 | Irlanda                                                                 | 2 – 1                                                                   | Lettonia                                                                | Qual. Euro 1996                                                         | -                                                                       | 73’                                                                     |
| 7-7-1996                                                                | Narva                                                                   | Estonia                                                                 | 1 – 1                                                                   | Lettonia                                                                | Coppa del Baltico 1996                                                  | -                                                                       | 46’                                                                     |
| 8-7-1996                                                                | Narva                                                                   | Lettonia                                                                | 1 – 2                                                                   | Lituania                                                                | Coppa del Baltico 1996                                                  | 1                                                                       | 45’ 70’                                                                 |
| 14-8-1996                                                               | Riga                                                                    | Lettonia                                                                | 0 – 0                                                                   | Finlandia                                                               | Amichevole                                                              | -                                                                       | 57’                                                                     |
| 15-2-1997                                                               | Dherynia                                                                | Lettonia                                                                | 1 – 0                                                                   | Lituania                                                                | Torneo internazionale di Cipro                                          | 1                                                                       |                                                                         |
| 17-2-1997                                                               | Dherynia                                                                | Polonia                                                                 | 3 – 2                                                                   | Lettonia                                                                | Torneo internazionale di Cipro                                          | -                                                                       |                                                                         |
| 18-5-1997                                                               | Tallinn                                                                 | Estonia                                                                 | 1 – 3                                                                   | Lettonia                                                                | Qual. Mondiali 1998                                                     | 1                                                                       | 46’                                                                     |
| 8-6-1997                                                                | Riga                                                                    | Lettonia                                                                | 1 – 3                                                                   | Austria                                                                 | Qual. Mondiali 1998                                                     | -                                                                       | 59’                                                                     |
| 25-6-1997                                                               | Riga                                                                    | Lettonia                                                                | 4 – 1                                                                   | Andorra                                                                 | Amichevole                                                              | -                                                                       | 76’                                                                     |
| 6-9-1997                                                                | Riga                                                                    | Lettonia                                                                | 1 – 0                                                                   | Estonia                                                                 | Qual. Mondiali 1998                                                     | -                                                                       | 70’                                                                     |
| 10-9-1997                                                               | Solna                                                                   | Svezia                                                                  | 1 – 0                                                                   | Lettonia                                                                | Qual. Mondiali 1998                                                     | -                                                                       | 60’                                                                     |
| 11-10-1997                                                              | Glasgow                                                                 | Scozia                                                                  | 2 – 0                                                                   | Lettonia                                                                | Qual. Mondiali 1998                                                     | -                                                                       | 68’                                                                     |
| 17-5-1998                                                               | Riga                                                                    | Lettonia                                                                | 1 – 5                                                                   | Israele                                                                 | Amichevole                                                              | -                                                                       | 30’ 47’                                                                 |
| 15-11-2000                                                              | Serravalle                                                              | San Marino                                                              | 0 – 1                                                                   | Lettonia                                                                | Qual. Mondiali 2002                                                     | 1                                                                       | 72’                                                                     |
| 24-3-2001                                                               | Osijek                                                                  | Croazia                                                                 | 4 – 1                                                                   | Lettonia                                                                | Qual. Mondiali 2002                                                     | -                                                                       | 55’                                                                     |
| 25-4-2001                                                               | Riga                                                                    | Lettonia                                                                | 1 – 1                                                                   | San Marino                                                              | Qual. Mondiali 2002                                                     | -                                                                       | 66’                                                                     |
| 6-7-2002                                                                | Riga                                                                    | Lettonia                                                                | 2 – 0                                                                   | Azerbaigian                                                             | Amichevole                                                              | -                                                                       | 58’                                                                     |
| Totale                                                                  |                                                                         | Presenze                                                                | 37                                                                      |                                                                         | Reti                                                                    | 4                                                                       |                                                                         |

## Palmarès

### Club
- Campionato lettone SSR: 1

Skonto Riga: 1991
- Campionato lettone: 7

Skonto Riga: 1992, 1993, 1994, 1995, 2001, 2002, 2003
- Coppa di Lettonia: 4

Skonto Riga: 1992, 1995, 2001, 2002
- Coppa di Lega israeliana: 1

Amutat Hapoel Be'er Sheva: 1996
- Coppa della Livonia: 1

Skonto Riga: 2003

### Nazionale
- Coppa del Baltico: 3

1993, 1995, 2001

### Individuale
- Capocannoniere della Virslīga: 1

1993 (20 reti)
- Miglior attaccante del Virslīga: 1

1993